# Telescore 750
Telescore 750 (còn gọi là Telescore SEB 750) là một máy chơi trò chơi điện tử tại gia chuyên dụng thế hệ đầu tiên  được hãng Groupe SEB sản xuất và phát hành chỉ duy nhất ở Pháp vào năm 1977 với giá 100 Franc. Nhà sản xuất còn tung ra thêm hai bản chỉnh sửa sau này; Telescore 751 vào năm 1978, giống với Telescore 750 nhưng có hai tay cầm có thể tháo rời và kèm theo một khẩu súng light gun được bán riêng, và Telescore 752 vào năm 1979, gần giống với Telescore 751 nhưng cũng có thể hiển thị game bằng màu sắc và có kèm theo khẩu súng light gun.
Hệ thống được cấp nguồn bằng bộ chuyển đổi nguồn điện với pin 6 V or 4 x 1.5 volt LR14.

## Game
Do bộ chip TMS-1965-NC thuộc hãng Texas Instruments, Telescore 750 có thể chơi được bốn game sau đây:
- tennis (bản sao Pong)
- football
- squash
- pelote basque

Với Telescore 751 và Telescore 752, người chơi cũng có thể chơi hai tựa game bổ sung sau đây cần tới light gun:
- tir d'entraînement
- tir aux pigeons